# Jodi Letizia
Jodi Letizia est une actrice américaine.

## Filmographie

### Cinéma
- 1976 : Rocky
- 1990 : Rocky 5

### Télévision
- 1985 : Deux flics à Miami